# Haus Speersort 12/14

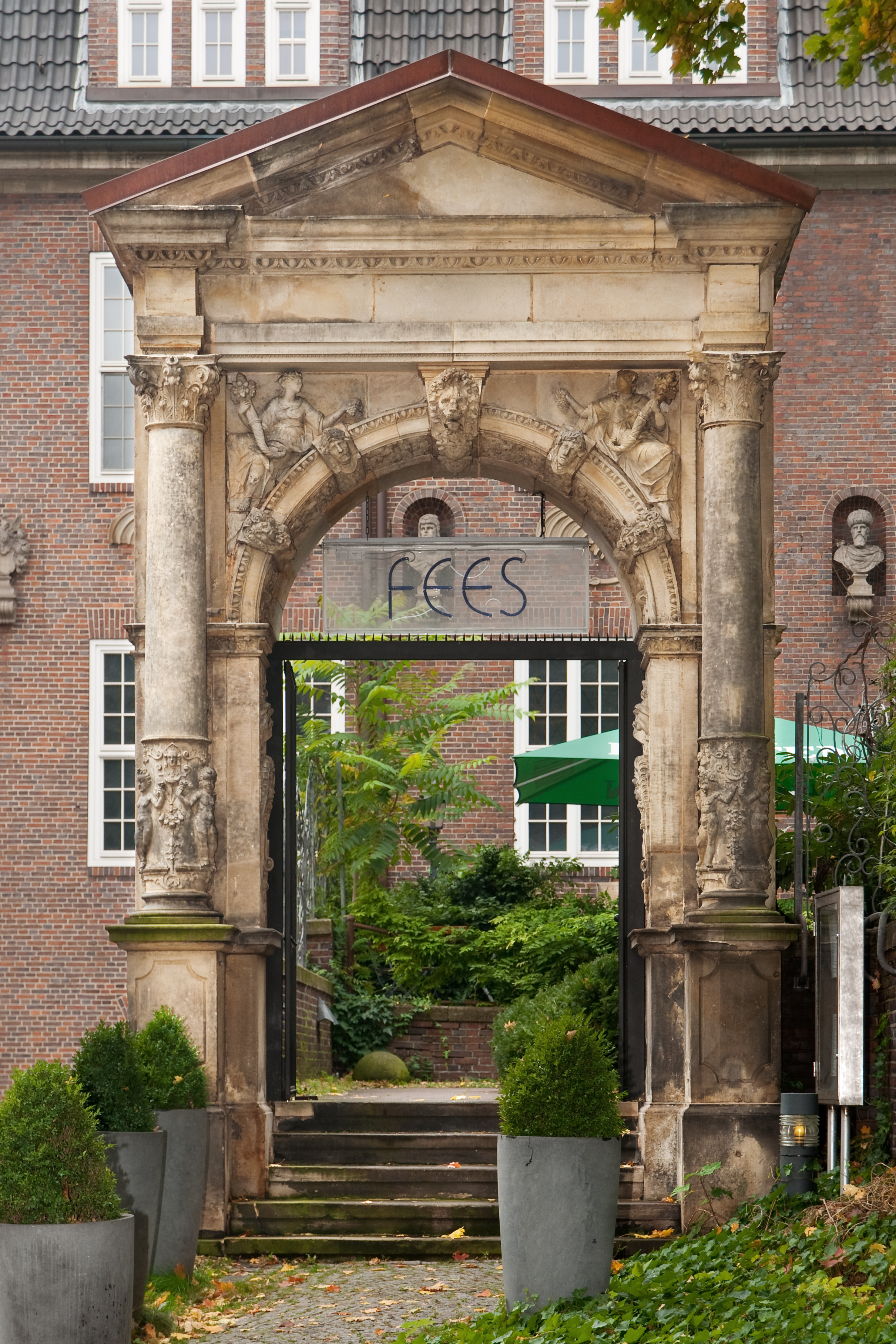
Das Portal des Hauses Speersort 14 an der Südseite des Hamburg Museums, 2013

Das Haus Speersort 12/14 war ein Hamburger Bürgerhaus in der Straße Speersort im Gebiet der Hamburger Altstadt. Das Palais wurde 1910 im Zuge der Hamburger Altstadtsanierung abgerissen. Erhalten ist das Portal des Hauses, das Fritz Schumacher als Architekturfragment in das Konzept des Museums für Hamburgische Geschichte einbezogen wurde und sich frei zugänglich an dessen östlicher Seite im Schmuckgarten befindet.

## Geschichte

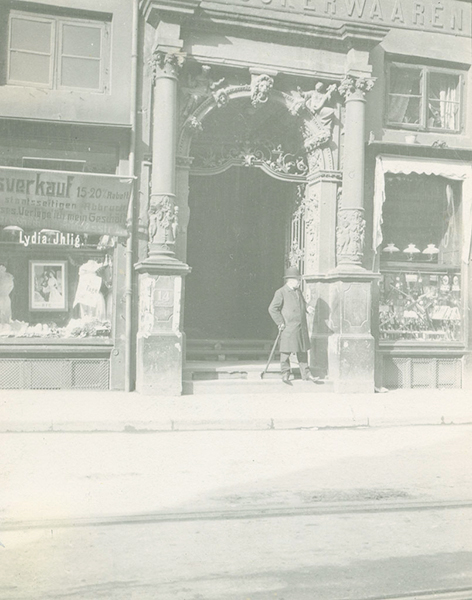
Speerort 14, vor 1900

Das Palais wurde 1617/18 von dem Juristen und Syndikus Vincent Moller aus der Familie Moller vom Baum errichtet, in deren Besitz das Haus bis 1671 verblieb. Um das Jahr 1667 soll sich hier Christina von Schweden aufgehalten haben. Nach der Familie Moller besaß das Haus der Schleswig-Holsteinisch-Gottorfische Kanzler Johann Adolph Kielmann von Kielmannsegg, der es jedoch nur über einen Agenten erwerben konnte, da nach hamburgischem Recht Nicht-Hamburgern der Grundstückserwerb in der Stadt verboten war. Dort wohnte Herzog Christian Albrecht von Schleswig-Holstein-Gottorf während seines Exils 1675 bis 1679 und 1682 bis 1689. Nach 1710 lebte dort der in Ungnade gefallene gottorfische Ratspräsident Magnus von Wedderkop, nachdem ihm sein eigenes Haus, das an der Stelle des Görtz-Palais stand, von seinem Konkurrenten und Nachfolger Georg Heinrich von Görtz abgenommen worden war.
Im 19. Jahrhundert erhielt das Gebäude den Namen Deutsches Haus, als sich dort ein Kaffeehaus mit demselben Namen befand. Seit dem Jahr 1831 bestand hier außerdem die Schokoladenfabrik Reese & Wichmann.

## Fassade
Das Haus wurde im Stil der Renaissance errichtet. Auffällig war seine außergewöhnliche Breite, die durch das Zusammenlegen von drei Grundstücken möglich geworden war, und die Tatsache, dass es vollkommen aus Stein bestand. Die Fassade war eher schlicht gestaltet; die Hauptzier war das leicht nach links verrückte, reich verzierte Portal.

## Portal

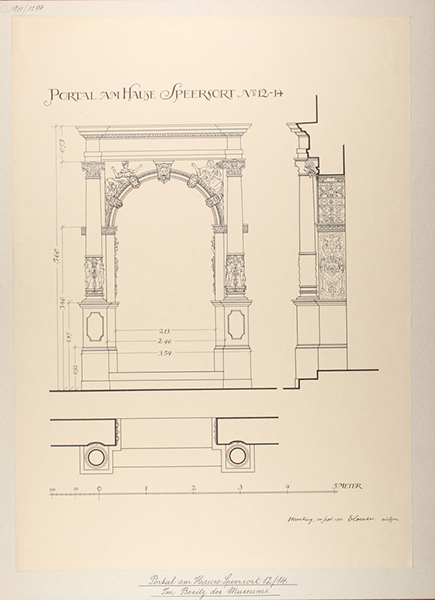
Zeichnung des Portals, 1910

Das Portal wird gerahmt von korinthischen Säulen und Kapitellen. Die Korinthische Ordnung gilt als die vornehmste der drei antiken Säulenordnungen, und ihre Verwendung betont den Rang des Erbauers. Auf den Säulenschäften sind umlaufende Reliefs, bestehend aus Putten und Fruchtgirlanden, aufgesetzt. In den Bogenzwickeln befinden sich weibliche Figuren, die jeweils ein Füllhorn und Trauben bei sich tragen. Die Zwickelfiguren und die Reliefs sind als Zeichen für Reichtum und Wohlstand zu verstehen. In die Bogenkante sind Löwenköpfe und Fratzen eingelassen, die den Eingang bewachen. Dem Löwenkopf als Symbol der Stärke, der hier als Schlussstein des Bogens verwendet wurde, kommt dabei eine besondere Bedeutung zu: Seine Stärke steht sowohl für die Festigkeit des Bogens als auch des ganzen Hauses, was symbolisch auf die ganze Familie des Erbauers und Bewohners übertragen werden kann.